# Christian Dose
Christian Juan Javier Dose (28 de mayo de 1970, Mataderos, ciudad de Buenos Aires) es un piloto argentino de automovilismo de velocidad. De dilatada trayectoria, compitió en diversas categorías de su país, teniendo mayor participación en el Turismo Carretera.
Inició su carrera deportiva en la Clase 2 del Turismo Nacional, donde compitió entre 1997 y 1999, logrando dos triunfos. En esta última temporada, supo debutar también en la divisional TC Pista de la Asociación Corredores de Turismo Carretera, logrando en 2001 el pase al TC donde debutó en el año 2002. Compitió también en las categorías Top Race, TC Mouras y como invitado en competencias especiales del Turismo Competición 2000.
Durante toda su carrera deportiva participó al frente de su propia escudería. Para la temporada 2017 emprendió el proyecto de amplificar su estructura, abarcando la atención de unidades, provisión de elementos y expansión hacia otras categorías.
Para la temporada 2019, además de confirmar sus participaciones en el Turismo Carretera y el TC Pick Up, confirmó la continuidad de sus proyectos en otras categorías, confirmando a Junior Solmi en la divisional TC Mouras, como así también asistiendo a la escudería de Santiago Mangoni en el Turismo Carretera y presentando su escudería en TCPK con 3 unidades. Al mismo tiempo, anunció el ingreso de su hijo Bautista en la Fórmula Metropolitana.

## Biografía
Sus inicios a nivel nacional tuvieron lugar en la Clase 2 del Turismo Nacional, donde emprendió por primera vez su camino en el automovilismo argentino al comando de un Volkswagen Gol, atendido por su propia escudería. Su participación en esta categoría, se llevó a cabo entre los años 1996 y 1999, logrando además 2 triunfos en todo su paso por esta divisional. En el Año 1999, tuvo su primer contacto con vehículos de tracción trasera al debutar en la divisional TC Pista, al comando de un Chevrolet Chevy. Siempre al frente de su escudería, compitió en la segunda división de ACTC hasta el año 2001 en el que consiguió el pase al Turismo Carretera.

### Turismo Carretera y Top Race
En el año 2001 Dose desdobló por primera vez su carrera deportiva en dos frentes, ya que a su presente en el TC Pista se le sumó la posibilidad de incursionar por primera vez en el Top Race, donde debutó al comando de un Honda Civic del equipo Pro Racing. En esta última categoría, obtuvo su primera victoria el 05 de agosto de 2002, en la segunda competencia corrida en el autódromo de Mar del Plata. Tanto en 2001 como en 2002 Dose repitió su performance en el Top Race, cerrando dichos años en el séptimo lugar de ambos torneos. Por otra parte, en 2002 tuvo lugar su anunciado debut en el Turismo Carretera, donde al igual que en el TC Pista se mantuvo compitiendo con la marca Chevrolet, sin embargo no mostró un desempeño ideal al quedar en varias oportunidades relegado de las sesiones clasificatorias, algo que se volvería constante en los años siguientes. En 2003 se repetiría la fórmula, con Dose compitiendo en TC con su Chevrolet y en Top Race mayoritariamente con BMW (supo correr también con marcas como Alfa Romeo, Chrysler, Renault y Opel). En la primera nuevamente los resultados fueron esquivos, logrando superar las instancias clasificatorias en 8 oportunidades, mientras que en la segunda fue protagonista en el campeonato, ganando la primera competencia del Gran Premio Coronación, corrido el 16 de noviembre de 2003 en el Autódromo Oscar Alfredo Gálvez y cerrando el campeonato en la cuarta colocación, por detrás del campeón Juan María Traverso y sus escoltas Alejandro Bini y Daniel Belli. El 2004, fue uno de los años más complicados en la carrera de Christian Dose, ya que a las pocas participaciones logradas en el TC, se le sumaría un cambio de marca en el Top Race que incluyó pérdida del protagonismo logrado años anteriores. En el TC, si bien alcanzó a presentarse en 5 oportunidades, solamente en 3 logró superar las etapas de clasificación, quedando eliminado en las restantes. Como dato extra, en esta temporada fue la única vez en la que Dose cambió de marca, al pasar de competir en las primeras tres fechas con su Chevrolet Chevy a presentarse en las siguientes al comando de un Dodge Cherokee preparado por el equipo de Raúl Echarri, sin embargo fue con esta unidad que no pudo superar las clasificaciones en tales presentaciones. Por su parte, en el Top Race pasó de competir con el BMW 325, a hacerlo con un Chrysler Neon de la escudería de Mario D'Angelo, sin resultados de relevancia.

### Representante de Nueva Chicago en el Top Race V6
A finales de la temporada 2004 se oficializó una reestructuración completa por parte de la categoría Top Race, donde a partir de la temporada 2005 los pilotos pasaron a competir con unidades 100% artesanales, desarrolladas sobre un mismo conjunto de chasis y mecánica. Tal decisión, fue acompañada por diversos clubes con participación en la Primera División del fútbol argentino. En este contexto, Christian Dose anunció su participación al comando de una unidad Chevrolet Vectra II, con la particularidad de llevar en su estampado la representación del Club Atlético Nueva Chicago, siendo su primer representante en esta nueva categoría (fechas más tarde, se sumaría Gustavo Tadei pero desde otra estructura). En este campeonato, Dose cerró la temporada en la 26ª colocación, con apenas 15 unidades.

### El Turismo Carretera y sus años más difíciles
A partir del año 2006, Dose comenzó a dedicarse de forma exclusiva al Turismo Carretera. Durante los últimos años de la década del 2000, los problemas presupuestarios hicieron tambalear su continuidad en la competencia, presentándose en muy pocas oportunidades, muchas de ellas sin poder superar las etapas de clasificación. Aun así, comenzó a dar forma a su principal proyecto de crear una escudería propia. En el año 2009 consiguió disputar su primera temporada completa en el TC, a la vez que sus presencias en el TC comenzaron a ser cada vez mayores, favorecido en parte por la merma en convocatoria que comenzó a experimentar el TC y que forzó a sus autoridades a suprimir las eliminaciones en sesiones clasificatorias. La falta de resultados y los continuos abandonos en el TC, hicieron replantear a Dose la posibilidad de buscar otra forma de continuidad en el automovilismo, logrando tener respuesta en la divisional TC Mouras, categoría en la que incursionó en el año 2013. Estas experiencias terminaron sirviendo para que Dose se proponga finalmente expandir su escudería no solamente en el TC, sino también alcanzar otras divisionales dependientes de la ACTC.

## Trayectoria
| Año  | Categoría                                    | Marca               |
| ---- | -------------------------------------------- | ------------------- |
| 1994 | Clase 2 del Turismo Nacional                 | Volkswagen Gacel    |
| 1994 | Truckers                                     | Fiat Iveco Turbo    |
| 1995 | Clase 2 del Turismo Nacional                 | Volkswagen Senda    |
| 1996 | Clase 2 del Turismo Nacional                 | Volkswagen Gol      |
| 1997 | Clase 2 del Turismo Nacional                 | Volkswagen Gol      |
| 1998 | Clase 2 del Turismo Nacional                 | Volkswagen Gol      |
| 1999 | Clase 2 del Turismo Nacional                 | Volkswagen Gol      |
| 1999 | Debut en TC Pista, 1 carrera                 | Chevrolet Chevy     |
| 2000 | TC Pista                                     | Chevrolet Chevy     |
| 2001 | TC Pista                                     | Chevrolet Chevy     |
| 2001 | Debut en Top Race                            | Honda Civic         |
| 2002 | Debut en Turismo Carretera                   | Chevrolet Chevy     |
| 2002 | Top Race                                     | BMW 325 E36         |
| 2002 | Top Race                                     | Renault Mégane I    |
| 2002 | Top Race                                     | Alfa Romeo 155      |
| 2003 | Turismo Carretera                            | Chevrolet Chevy     |
| 2003 | Top Race                                     | BMW 325 E36         |
| 2004 | Turismo Carretera, 3 carreras                | Chevrolet Chevy     |
| 2004 | Turismo Carretera, 3 carreras                | Dodge Cherokee      |
| 2004 | Top Race                                     | Chrysler Neon       |
| 2004 | Top Race                                     | Alfa Romeo 155      |
| 2004 | Top Race                                     | BMW 325 E36         |
| 2004 | Top Race                                     | Opel Vectra         |
| 2005 | Turismo Carretera, 2 carreras                | Chevrolet Chevy     |
| 2005 | Top Race V6                                  | Chevrolet Vectra II |
| 2006 | Turismo Carretera, 5 carreras                | Chevrolet Chevy     |
| 2007 | Turismo Carretera                            | Chevrolet Chevy     |
| 2007 | Invitado a los 200 km de Buenos Aires        | Honda Civic VI      |
| 2008 | Turismo Carretera, 5 carreras                | Chevrolet Chevy     |
| 2008 | Invitado a los 200 km de Buenos Aires        | Honda Civic VI      |
| 2009 | Turismo Carretera                            | Chevrolet Chevy     |
| 2010 | Turismo Carretera, 5 carreras                | Chevrolet Chevy     |
| 2011 | Turismo Carretera                            | Chevrolet Chevy     |
| 2012 | Turismo Carretera                            | Chevrolet Chevy     |
| 2013 | Turismo Carretera                            | Chevrolet Chevy     |
| 2013 | Debut en TC Mouras, 5 carreras               | Chevrolet Chevy     |
| 2014 | Turismo Carretera                            | Chevrolet Chevy     |
| 2015 | Turismo Carretera                            | Chevrolet Chevy     |
| 2016 | Turismo Carretera                            | Chevrolet Chevy     |
| 2017 | Turismo Carretera                            | Chevrolet Chevy     |
| 2017 | Campeonato de pilotos invitados de TC Mouras | Chevrolet Chevy     |
| 2018 | Turismo Carretera                            | Chevrolet Chevy     |
| 2019 | Debut en TC Pick Up                          | Chevrolet S-10      |

- [12]

## Resultados

### Turismo Competición 2000
| Año  | Equipo           | Auto            | 1   | 2   | 3  | 4   | 5   | 6   | 7  | 8   | 9   | 10  | 11  | 12  | 13  | 14  | Res. | Puntos |
| ---- | ---------------- | --------------- | --- | --- | -- | --- | --- | --- | -- | --- | --- | --- | --- | --- | --- | --- | ---- | ------ |
| 2007 |                  |                 | CR  | GR  | BB | SMM | SJU | SP  | AG | SFE | SRA | VIE | BA  | OBE | SL  | PDE | -    | -      |
| 2007 | Lanús Motorsport | Honda Civic VI  |     |     |    |     |     |     |    |     |     |     | 14  |     |     |     | -    | -      |
| 2008 |                  |                 | PAR | SAL | GR | SFE | SJU | RES | AG | BA  | OBE | TRH | VIE | SMM | PDF | PDE | -    | -      |
| 2008 | Lanús Motorsport | Honda Civic VII |     |     |    |     |     |     |    | Ret |     |     |     |     |     |     | -    | -      |

### Top Race
| Temporada | Categoría   | Equipo                | Automóvil           | Posición           |
| --------- | ----------- | --------------------- | ------------------- | ------------------ |
| 2001      | Top Race    | Pro Racing            | Honda Civic         | 7º (97.00 puntos)  |
| 2002      | Top Race    | Deambrosi Competición | BMW E36             | 7º (129.50 puntos) |
| 2002      | Top Race    | Del Bó Competición    | Renault Mégane I    | 7º (129.50 puntos) |
| 2002      | Top Race    | Iglesias Competición  | Alfa Romeo 155      | 7º (129.50 puntos) |
| 2003      | Top Race    | Deambrosi Competición | BMW E36             | 4º (201.00 puntos) |
| 2004      | Top Race    | MD Racing             | Chrysler Neon       | 32º (24.00 puntos) |
| 2004      | Top Race    | Milanessi Competición | Alfa Romeo 155      | 32º (24.00 puntos) |
| 2004      | Top Race    | Deambrosi Competición | BMW E36             | 32º (24.00 puntos) |
| 2004      | Top Race    | Pugliese Competición  | Opel Vectra         | 32º (24.00 puntos) |
| 2005      | Top Race V6 | Dose Competición      | Chevrolet Vectra II | 26º (15.00 puntos) |

### TC Mouras
| Temporada        | Temporada       | Fechas | Fechas | Fechas | Fechas | Fechas | Fechas | Fechas | Fechas | Fechas | Fechas | Fechas | Fechas | Fechas | Fechas | Posición final      |
| Equipo           | Automóvil       | Fechas | Fechas | Fechas | Fechas | Fechas | Fechas | Fechas | Fechas | Fechas | Fechas | Fechas | Fechas | Fechas | Fechas | Posición final      |
| ---------------- | --------------- | ------ | ------ | ------ | ------ | ------ | ------ | ------ | ------ | ------ | ------ | ------ | ------ | ------ | ------ | ------------------- |
| 2013             | 2013            | 01     | 02     | 03     | 04     | 05     | 06     | 07     | 08     | 09     | 10     | 11     | 12     | 13     | 14     | 24º (134.00 puntos) |
| Dose Competición | Chevrolet Chevy | NP     | NP     | NP     | 14     | 13     | NP     | NP     | NP     | NP     | 24     | NP     | NP     | 8º     | 14     | 24º (134.00 puntos) |